# Deng (État)
Pour les articles homonymes, voir Deng.
vers 1200 av.J.-C. – 678 av.J.-C.
Entités précédentes :
Entités suivantes :
- Chu

L' État de Deng (chinois simplifié : 邓国 ; chinois traditionnel : 鄧國 ; pinyin : Dèng ) est un État vassal chinois ayant existé pendant les dynasties Shang et Zhou, jusqu'à la Période des Printemps et Automnes (vers 1200 - 475 avant notre ère). Il est gouverné par la famille Màn (曼)

## Territoire
Les sources divergent quant à savoir si l' État de Deng était situé à Dengzhou (鄧州 / 邓州), dans la province du Henan ou à Xiangfan (襄樊), dans la province du Hubei .

## Histoire
Le roi Wu Ding (武丁) de la dynastie Shang (r. 1250 - 1192 av. J.-C)  donne les terres de ce qui va devenir l'État de Deng à son jeune frère Zĭ Màn (子 曼), qui les transmet aux générations suivantes. Pendant le règne de Wú Lí (吾 离), Deng devient un état riche et puissant pendant un certain temps, mais son influence diminue avec la montée en puissance des hégémons pendant la période des printemps et automnes.
En 688 av. J.C., le roi Wén de Chǔ doit passer par Deng pour attaquer l'État de Shēn. Même si cet état est la région natale de Dèng Màn (邓 曼), l'une des épouses du roi Wǔ de Chǔ (楚武王), le père du roi Wen; comme il se trouve aux frontières de l'État de Chu, sa destruction et son annexion pourraient faciliter l'expansion de son puissant voisin. Trois chanceliers du Deng alerté par ce risque de destruction de l'état, à savoir Zhuīshēng (騅 甥 / 骓 甥), Dānshēng (聃 甥) et Yǎngshēng (養 甥 / 养 甥), exhortent leur seigneur à tuer le roi Wén. Mais le marquis de Deng ne les écoute pas et le roi Wén de Chu passe donc par l' État de Deng pour attaquer l'État de Shen en toute sécurité. À son retour, comme les chanceliers l'avaient prévu, le roi Wén attaque et annexe Deng, en 678 av. J.-C. Avec ces deux victoires suivies d'annexions, l'État de Chu étend son territoire dans le bassin de Nanyang .
Par la suite, les populations de l'ancien état de Deng ont adopté le nom de famille Deng (鄧 / 邓) qui est encore courant en Chine aujourd'hui.

## Souverains
1. Deng Manshu
2. Nom inconnu
3. Deng Bo
4. Nom inconnu
5. Nom inconnu
6. Nom inconnu
7. Nom inconnu
8. Deng Gongwuli
9. Deng Gongmu
10. Deng Gongcheng
11. Deng Qihou